# (2253) Espinette
(2253) Espinette est un astéroïde de la ceinture principale aréocroiseur.

## Description
(2253) Espinette est un astéroïde aréocroiseur. Il présente une orbite caractérisée par un demi-grand axe de 2,28 UA, une excentricité de 0,28 et une inclinaison de 3,9° par rapport à l'écliptique.

## Compléments